# Thorius troglodytes
Espèce
Statut de conservation UICN

 EN B1ab(iii,v) : En danger
Thorius troglodytes est une espèce d'urodèles de la famille des Plethodontidae.

## Répartition
Cette espèce est endémique de l'État de Veracruz au Mexique. Elle se rencontre de 2 380 à 3 000 m d'altitude dans les environs d'Acultzingo.

## Publication originale
- Taylor, 1941 : Herpetological miscellany, No. II. The University of Kansas science bulletin, vol. 27, no 1, p. 105-139 (texte intégral).